# Operación Amanecer 6
La Operación Amanecer 6 (también llamada Operación Valfajr 6 en persa) fue una operación military dirigidas por las fuerzas de la República Islámica de Irán contra las fuerzas armadas del Irak de Sadam Huseín. Duró del 22 al 24 de febrero de 1984 y, junto con la Operación Amanecer 5, fue parte de una larga operación para asegurar parte de la carretera Basora-Bagdad; por lo tanto cortarían a 2 de las más importantes ciudades iraquíes y amenazar la cadena de comunicaciones y abastecimientos iraquíes hacia el frente. Amanecer 5 tuvo éxitos tomando una gran zona a 24 km de la carretera y Amanecer 6 fue diseñada para explotar a los iraníes para tomar la dirección importante hacia la carretera. Aunque, en la operación la defensa iraquí resistió cada ataque, y los iraníes llamaron a bajar el ataque después de solo 2 días. Esta fue para la Operación Khaybar el refoco de la ofensiva iraní hacia Basora directamente.                       

## Preludio a la operación
Los fracasos de Irán a gran escala de las 5 ofensivas de 1983 para infligir una decisiva derrota al régimen Baaz de Sadam Huseín habían enfurecido a muchos en el gobierno iraní. Solo un año antes el ejército iraquí había sido expulsado de la mayor parte de Irán por el ejército regular y las milicias religiosas de la República Islámica. Las extensiones de territorio iraní todavía ocupadas por Irak en Irán fueron abandonadas por órdenes de Husein y los iraquíes retrocedieron a una línea más defendible a lo largo de la antigua frontera entre los dos países. Muchos estaban a la expectativa de que el ejército de Sadam se haría caer en Irán.        
Aunque, los iraquíes, ahora ocupaban las defensas significativas de la frontera y luchaban por a protección de la nación, como opuestos a una ofensiva que entrara a otro país, había esperanzas iraníes para una victoria en 1983. En efecto, con los iraníes así mismo a la ofensiva, las tropas iraníes asombrosamente combatirían en otro país para que ellos liberaran a su país del invasor extranjero (esos sentimientos no habían pronunciado especialmente en 1983, pero se harían aparentes como una guerra de desgaste en los siguientes años del conflicto). También los iraníes, convencidos de que la victoria era inminente, se descuidaron en dirigir sus operaciones ofensivas. Las victorias de 1982 fueron modestas, pero sólidas, con coordinación y cooperación entre el ejército regular de Irán y las milicias religiosas de los Cuerpos de la Guardia Revolucionaria Islámica (CGRI, también llamados Pasdaran) y Basij. Los ataques de olas humanas, predominadas por combatientes religiosos, fueron apoyadas por tanques, artillería y aviones para llenarlos de victoria. Elan fue combinada con la ayuda necesaria.                               
Aunque, en 1983, el ejército regular había sido empleado extra, y las milicias religiosas ahora hechas en el sostén de la milicia iraní. Esto causó que el ejército estuviera siempre por el gobierno religioso de Irán como una fuente de oposición contra el régimen, que solamente se había instalado en 1979 y tenía muchos enemigos. Mientras tanto, contra una formidable defensa iraquí, se requería “mucha” cooperación entre el ejército y las milicias, el ataque solamente consistió de ataques de olas humanas tipo Primera Guerra Mundial (1914-1918) con poca artillería, tanques y apoyo aéreo. Entretanto Irak inició la primera Guerra de las Ciudades, lanzando misiles Scud y Al Hussein contra ciudades iraníes. Los iraníes respondieron del mismo tipo y estaban dispuestos a lanzar una posible ofensiva en 1984.

## La batalla
La Operación Amanecer 5 había sucedido para tomar Kut al Amara y asegurar una gran zona a 24 km de la carretera entre Basora y Bagdad. El ataque fue lanzado del 15 al 22 de febrero y la Operación Amanecer 6 fue lanzada el 22.
Aunque, la operación, que fue intentada como la operación importante, fue superada por la superior defensa iraquí. Los iraníes hicieron sucesivamente en tomar individualmente las líneas iraquíes de defensa, pero los primeros estaban material y físicamente exhaustos para movilizarse antes que los iraquíes ayudaran la siguiente línea de defensa. Finalmente el 24 los iraníes estaban incapaces de avanzar y tomar la carretera, llegando hasta 16 km de ella. La operación terminó ese mismo día.                     

## Consecuencias
El fracaso del ataque se había anticipado antes de ser lanzado. Las defensas iraquíes en el área resistieron. Aunque el ataque sucedió en áreas dibujadas del ejército iraquí de otros sectores incluyendo la última área defendida iraní cerca de Bagdad, Basora. El 14 de febrero la Operación Khaybar sucedió para tomar la isla Majnun, a 64 km de Basora. El ataque fue contenido por un contraataque iraquí con reservas usando armas químicas (gas mostaza y gas sarín)        
Estratégicamente el ataque para los iraníes estaba dentro sus objetivos primarios, pero los iraquíes siempre respondían a los pésimos ataques iraníes. Al final estos perdieron a miles y solamente pudieron tomar relativamente zonas (salvo la isla Majnun); después que Irán perdió la tierra conquistada el ayatolá Jomeini aceptó una tregua. Pero Irak posteriormente lanzó una última ofensiva para tomar la provincia iraní de Juzestán, los iraquíes avanzaron contra Irán hasta 25 km. Irán, sin embargo, resistió y aunque los iraquíes hicieron ganancias en suelo iraní ellos fueron derrotados. Sadam Huseín ordenó a sus tropas retirarse a la antigua frontera internacional en 1988 y la guerra de 8 años de duración finalmente terminó.